# Thesis (Verein)
THESIS – Interdisziplinäres Netzwerk für Promovierende und Promovierte e. V. ist ein fachübergreifender Zusammenschluss von Promotionsinteressierten, Doktoranden und Nachwuchswissenschaftlern in Deutschland. Der Verein organisiert über seine Homepage, Social-Media-Kanäle, verschiedene Mailinglisten und lokale Stammtische sowie die Mitgliederversammlungen den gegenseitigen Erfahrungs- und Informationsaustausch seiner Mitglieder. Zudem kooperiert der Verein mit anderen Vereinigungen und Netzwerken und veranstaltet Jahrestagungen, Symposien und Seminare (neu online: Thesinare). Er gibt neben seiner Zeitschrift These, Ratgeber und andere Publikationen heraus und nimmt an einer Reihe von Veranstaltungen und aktuellen Diskussionen hinsichtlich der Situation Promovierender und Promovierter regelmäßig teil.
THESIS gehört zu den Gründungsmitgliedern des europäischen Dachverbandes für Promovierende und Promovierte eurodoc und entsendet jährlich Delegierte zum Annual General Meeting (AGM). 2008 stellte der Verein mit Karoline Holländer die Präsidentin des eurodoc.

## Entwicklung
Die Anfänge von THESIS reichen ins Jahr 1991 zurück, als sich im Rhein-Main-Gebiet erstmals eine Gruppe vorwiegend externer Doktoranden traf, um sich über Möglichkeiten eines kontinuierlichen Erfahrungsaustauschs und gegenseitiger Unterstützung auszutauschen. Die Vereinsgründung folgte im Jahr darauf (1992), im Jahr 1995 fand dann die offizielle Eintragung im Vereinsregister am Amtsgericht Frankfurt/Main statt. Inzwischen organisiert Thesis in 30 Regional- und Ortsgruppen rund 600 Mitglieder aus 70 Fachbereichen an 150 Universitäten in Deutschland und im Ausland. Dabei erweiterte sich der Mitgliederkreis allmählich um Doktorandinnen und Doktoranden mit verschiedenen Finanzierungsformaten, z. B. als Angestellte, Promotionsstipendiaten, Postdocs und bereits promovierte Akademiker.

## Aktivitäten
Ein Schwerpunkt der THESIS-Arbeit liegt auf den Aktivitäten der regionalen und lokalen Gruppen. Diese organisieren Stammtische zum (über-)fachlichen und privaten Austausch. Promotionsrelevante Vorträge, Schreibwerkstätten und ähnliche Fortbildungsveranstaltungen werden dabei in Eigeninitiative von den Teilnehmern gehalten oder mit professionellen Seminarleitern organisiert. Daneben finden aber auch Kultur- und Freizeitaktivitäten auf zum Teil bundesweiter Ebene statt (Besichtigungen, Segeltörns, Wandertouren, Sport). Speziell in der Pandemiezeit fanden viele Veranstaltungen online, z. B. in Form der Thesinare statt.
Überregional arbeitet Thesis in verschiedenen Arbeitsgruppen zu Themen wie Hochschulpolitik, Promovieren mit Fachhochschul-Abschluss, Promovieren mit Kind(ern), Geistes- und Sozialwissenschaften oder transdisziplinäre Wissenschaften, sowie Projektmanagement in der Promotion. Dazu werden fachspezifische Mailinglisten und Gruppentreffen organisiert, teilweise auch Fachtagungen durchgeführt und Tagungsbände publiziert.
Jährlich findet satzungsgemäß eine ordentliche Mitgliederversammlung (früher: Delegiertenversammlung) und ein Jahrestreffen statt. Die Mitgliederversammlung wählt auch den Bundesvorstand, der den Verein in der Öffentlichkeit sowie auf wissenschaftspolitischen Fachtagungen und Anhörungen vertritt, und die weiteren Vereinsorgane (u. a. Bundesausschuss, Beirat, Kassenprüfer, eurodoc-Delegierte).

## Hochschulpolitische Interessenvertretung
Hochschulpolitisch verfolgte der Verein in den letzten Jahren u. a. folgende Schwerpunkte:
- Arbeits- und Dienstrecht für den wissenschaftlichen Nachwuchs (Juniorprofessur, Lockerung der „Zwölfjahresklausel“ im Hochschulrahmengesetz),
- Neugestaltung der Promotionsphase im Rahmen des Bologna-Prozesses
- Verbesserung der Betreuungssituation u. a. durch Promotionsvereinbarungen[2]
- Sozialversicherung für Doktoranden
- Verbesserung der Anstellungsbedingungen im Rahmen der Novelle des Wissenschaftszeitvertragsgesetzes 2015/16
- Stellungnahmen zu Evaluationen des Wissenschaftszeitvertragsgesetzes
- Mitarbeit bei der Erstellung von Wahlprüfsteinen im Vorfeld der Bundestagswahlen

## Doktorandenbefragung
Im Sommer 2004 führte THESIS erstmals eine deutschlandweite Befragung zur sozialen und wirtschaftlichen Situation sowie zur Qualität der Betreuung von Promovierenden durch.
Nach dem Vorbild der Thesis-Befragung ging im Winter 2008/2009 die erste europaweite Befragung von Doktoranden, initiiert und durchgeführt von eurodoc, dem europäischen Dachverband von Nachwuchswissenschaftlern, in Kooperation mit dem Internationalen Zentrum für Hochschulforschung (INCHER) der Universität Kassel online.

## Publikationen
- Vierteljährlich erscheinende Mitgliederzeitschrift THESE, berichtet über wissenschafts- und dissertationsrelevante Themen; ISSN 1434-1131
- Steffen Stock, Patricia Schneider, Elisabeth Peper, Eva Molitor (Hrsg.): Erfolgreich promovieren. Ein Ratgeber von Promovierten für Promovierende. 2. Aufl. Berlin, Heidelberg 2009, ISBN 978-3-540-88766-9
- Frank Brand, Franz Schaller, Harald Völker (Hrsg.): Transdisziplinarität. Bestandsaufnahme und Perspektiven Göttingen 2004, ISBN 978-3-930457-37-3 (Volltext; PDF; 3,2 MB)
- Christina Knoll, Vanessa Isabelle Reinwand (Hrsg.): Forschung trifft Literatur. Aktuelle Forschungsthemen im Spiegel literarischer Werke Oberhausen 2011, ISBN 978-3-89896-416-6